# 후안 피에르
후안 드본 피에르(Juan D'Vaughn Pierre, 1977년 8월 14일 ~ )는 외야수로 활약한 전 미국의 프로 야구 선수이다. 그는 콜로라도 로키스, 플로리다/마이애미 말린스, 시카고 컵스, 로스앤젤레스 다저스, 시카고 화이트삭스와 필라델피아 필리스를 위하여 2000년부터 2013년까지 메이저 리그 베이스볼에서 활약하였다. 자신의 속도로 알려진 그는 자신의 경력에서 614회의 도루를 가져 자신의 은퇴 당시 메이저 리그 베이스볼 역사상 18번째로 가장 많았다. 그는 2019년 시즌을 위하여 마이너 리그 외야수 조정자로서 말린스에 가입하기 전에 MLB 네트워크의 전파 방송 분석자로 일하였다.

## 어린 시절
앨라배마주 모빌에서 제임스와 데리 피에르에게 태어났다. 그가 태어난 후 곧 그의 가족은 루이지애나주 알렉산드리아로 이주하였다. 피에르 가족은 식민지 시절 이래 루이지애나에서 깊게 뿌리를 두어왔으며, 크리올 계통이다. 그의 이름은 부친이 가장 좋아하던 도미니카 공화국의 명예의 전당 투수이자 전 샌프란시스코 자이언츠의 선수 후안 마리찰의 이름을 따서 지어졌고, 그의 중앙 이름 드본은 그가 그 이름이 "그 것에 좋은 운이 맞는다"고 말하였기 때문이었다.
피에르는 알렉산드리아 고등학교에서 수학하였다.

## 대학 시절
자신의 프로 경력에 대비하여 피에르는 갤버스턴 칼리자와 사우스앨라배마 대학교에서 야구를 하여 1998년 "올해의 선벨트 컨퍼런스 선수"로 임명되었다.

## 마이너 리그
1998년 메이저 리그 베이스볼의 13번째 라운드에서 콜로라도 로키스에 의하여 선발된 후, 피에르는 북서부 리그의 포틀랜드 로키스와 함께 자신의 프로 경력을 시작하였다. 그는 38개와 함께 자신의 첫 프로 시즌에서 리그의 타구와 도루 타이틀을 우승하였고, 그 수준에서 마저 팬의 총아였다. 피에르는 이듬해 애슈빌 투어리스츠로 옮겨 다시 .300 점 이상으로 잘 타구하였고, 콜로라도주에서 한해를 끝내기 전 캐롤라이나 머드캐츠와 2000년을 시작하였다.

## 메이저 리그

### 콜로라도 로키스
피에르는 2000년 8월 7일 피츠버그 파이리츠를 상대로 로키스를 위하여 대주자로서 자신의 메이저 리그 데뷔를 이루었다. 그는 이어진 날에 중견수에서 자신의 첫 출발을 이루어 호세 실바에 첫 이닝에서 자신의 첫 안타를 얻었다.

### 플로리다 말린스
2002년 11월 16일 피에르는 찰스 존슨, 프레스턴 윌슨, 빅 대런스버그와 파블로 오수나를 위하여 마이크 햄프턴과 현금과 더불어 플로리다 말린스로 이적되었다.
2003년 정규 시즌에서 피에르는 .305의 타구 평균을 게시하여 활약한 경기 (162), 타석 (668), 도루 (65)와 번트 (15)에서 내셔널 리그를 이끌었고, 5.2%의 최저 스트라이크아웃 퍼센티지와 함께 전 메이저 리그를 이끌었다. 포스트 시즌 동안 그는 말린스의 2003년 월드 시리즈에 주요 공헌 선수였다. 그는 월드 시리즈에서 .333 점을 타구하였고, 자신의 첫 플레이오프 경험에서 전체 .301 점을 타구하였다.
2004년 그는 678개의 타석, 안타 (221), 3루타 (12), 활약한 경기 (162), 번트 (24)와 내야 안타 (38)와 함께 내셔널 리그를 이끌었다. 추가로 그는 자신의 팀 경기들의 각각의 모든 이닝을 활약하는 데 단 하나의 메이저 리그 선수였다.

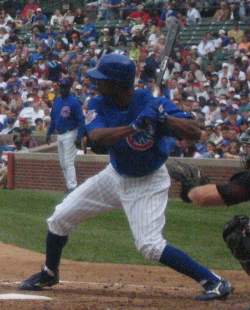
시카고 컵스를 위하여 타구하는 피에르 (2006년)

### 시카고 컵스
2005년 12월 7일 말린스는 피에르를 시카고 컵스로 이적시켜 교환에서 투수들 세르히오 미트레, 리키 놀라스코와 레니얼 핀토를 받았다. 거래는 플로리다주 남부에서 새로운 구장을 확보할 수 없은 후 말린스가 임금 대장을 깎는 데 필요하면서 동기가 주어졌다.
2006년 .292 점을 타구하는 동안 피에리는 204개의 안타와 함께 내셔널 리그를 이끌어 자신의 2번째 안타 타이틀을 우승하였고, 타석 (699), 활약한 경기 (162), 번트 (21), 내야 안타 (30)과 최저 스트라이크아웃 퍼센티지 (5.4%)와 함께 리그를 이끌었다. 그는 실책에 본루한 도달한 13회에서 메이저 리그를 이끄는 데 동점을 매겼고, 완벽한 방어적 야구를 하여 1.000의 수비율을 얻었다. 하지만 그는 또한 자신이 이룬 아웃 (532)에서 메이저 리그를 이끌기도 하여 1982년 이래 선수를 위한 2번째로 최고의 총 아웃이었다.

### 로스앤젤레스 다저스
2006년 11월 22일 피에르는 로스앤젤레스 다저스와 4천 4백만 달러의 계약을 맺었다.
2007년 피에르는 번트 (19)에서 메이저 리그를 이끌었다. 그는 또한 5연속 해를 위하여 활약한 경기 (162)와 2연속 해를 위하여 1루타 (164)에서 내셔널 리그를 이끌었고, 희생타 (20)게서 리그를 이끌어 내셔널 리그에서 최저 스트라이크아웃 퍼센티지 (5.5%)를 가졌다. 내셔널 리그에서 그는 도루 (64)에서 2위, 타석 (668)과 본루 출연 (729)에서 3위, 안타 (196)에서 4위와 3루타 (8)에서 9위를 하였다.

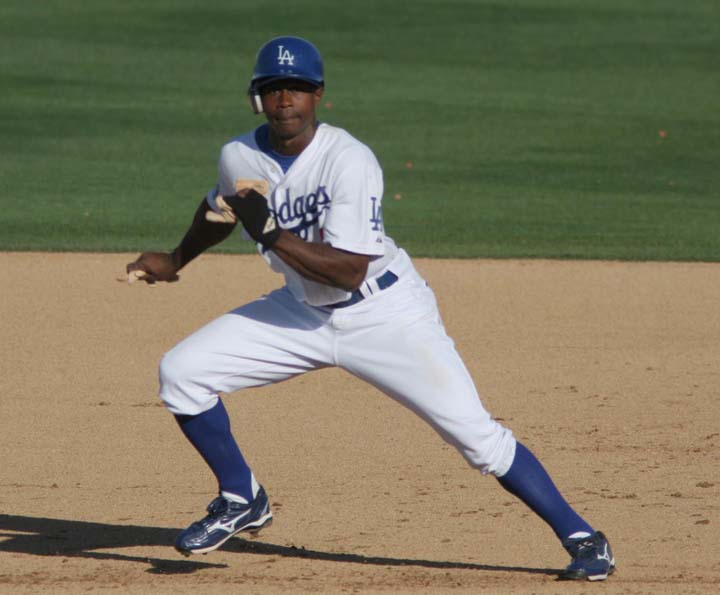
2000년 로스앤젤레스 다저스와 재직 기간 중 봄 훈련에서 (2008년)

2008년으로 들어가면서 다저스는 중견수로 활약하는 데 앤드루 존스를 2년 계약으로 맺었다. 이 때문에 피에르는 좌익수로 옮겼다. 7월 장애자 명단에 놓인 후, 피에르는 분투하는 존스와 함께 중견수에 전문의 포지션을 맡는 데 옮겨졌다. 다저스가 매니 라미레스를 위하여 이적시킬 때 피에르는 벤치로 옮겨져 제한된 활동을 보았으며, 주로 시즌의 나머지에 대타자로 있었다.
홈런을 치지 않으면서 거의 2년 후에 피에르는 2008년 9월 15일 피츠버그 PNC 파크에서 우익수의 좌석들로 공을 타구하였다. 그 일은 2년전 8월 28일 또한 피츠버그에서 있던 이래 피에르의 전통적인 플라이볼 홈런이었다.
2009년 시즌의 시작에 대비하여 다저스는 라미레스의 팀과 재계약이 피에르를 좌익수에서 백업 역할로 밀어넣은 이래 이적을 완전히 세우는 희망들에서 다른 팀들에게 얘기하는 데 피에르와 그의 대리에게 허락을 주었다.
매니 라미레스가 50개의 경기 출장 정지를 받을 때 피에르는 다시 한번 다저스의 정규적 좌익수가 되었다. 라미레스의 출장 정지가 있는 동안 피에르는 비판 같고, 팬들로부터 칭찬을 청한 화려한 상연을 하였다. 하지만 한번 라미레스가 돌아오면서 그는 백업 선수로서 자신의 이전 역할을 다시 시작하였다. 자신의 열성적인 활약의 인정에서 다저스의 팬들은 7월 16일 라미레스가 출장 정지로부터 복귀한 이래 자신의 첫 홈런을 가진 같은 경기에서 피에르에게 영구적인 열렬한 환영을 주었다.

### 시카고 화이트삭스
2009년 12월 15일 피에르는 2명의 마이너 리그 투수 전망 선수들(존 링크와 존 일리)이 후에 임명되는 데 시카고 화이트삭스로 이적되었다. 피에르는 68개의 도루와 함께 메이저 리그 베이스볼을 이끌었으며, 1983년 루디 로의 77개 만의 도루 후에 프랜차이즈 역사상 싱글 시즌에 2번째로 가장 많은 수였다. 2010년 8월 3일 그는 릭 포셀로에 자신의 처음이자 그해의 단 하나의 홈런을 쳤다. 8월 5일 그는 디트로이트 타이거스를 상대로 자신의 500번째 경력 도루를 이루었다.
2011년 피에르는 번트 (19)와 한 스트라이크에 타석 (15.6)에서 메이저 리그를 이끌었다. 방어에 그는 7개와 함께 좌익수에 의한 실책들에서 메이저 리그를 이끄는 데 동점을 매겼다.

### 필라델피아 필리스

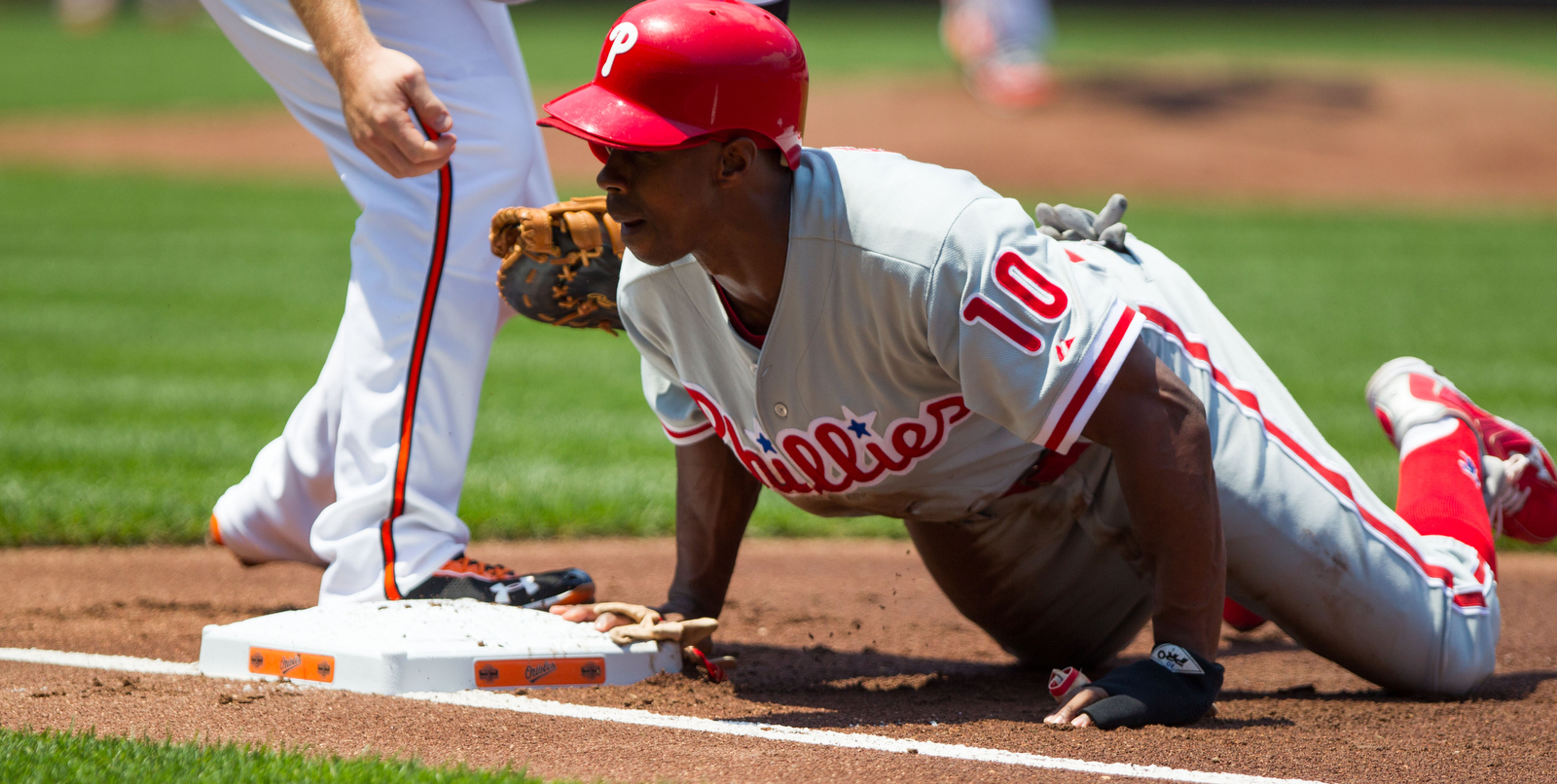
피에르가 본루로 뛰어든 모습

2012년 1월 27일 피에르는 필라델피아 필리스와 마이너 리그 계약을 맺었다. 필리스는 3월 29일 그의 계약을 매입하고, 이어서 그는 팀의 오프닝 데이 명부로 추가되었다. 그는 6월 23일 3개의 득점 홈런을 쳤다. 6월 28일 그는 자신의 500번째 경력 타점을 얻었다. 130개의 경기에서 좌익수에서 98개의 출발을 이룬 피에르는 6개의 3루타와 37개의 도루와 함께 .307/.351/.371 점을 타구하였다.

### 마이애미 말린스
11월 17일 피에르는 마이애미 말린스와 1년, 1.6백만 달러의 거래에 계약을 맺었다. 그는 마이애미와 함께 2013년 시즌을 활약하고, 시즌의 말기에 자유 계약 선수가 되었다.
그는 다른 팀과 계약을 맺는 데 희망을 가졌고, 가끔 팀들이 부상을 당하거나 소극적으로 상연하는 선수들을 위하여 커버하는 데 외야수에서 깊이 요구하는 것에 관한 기자의 보고들에서 언급되었다. 하지만 그는 전체의 시즌을 위하여 계약을 맺지 않고, 2015년 2월 27일 프로 야구로부터 자신의 은퇴를 공고하였다.
피에리는 2019년 미국 야구 명예의 전당으로 선출되는 데 적합하였으나 투표의 5%보다 적게 받고, 2020년 비밀 투표를 위하여 자격이 없었다.

## 성취들
- 2003년 월드 시리즈 챔피언 플로리다 말린스의 일원으로서 미국 야구 작가 협회의 사우스 챕터에 의하여 말린스의 MVP로 임명됨.

- 2003년 니그로 리그 야구 박물관으로부터 제임스 "쿨 파파" 벨 영예 상 수상

- 2001년 (46)과 2003년 (65) 도루에서 내셔널 리그를 이끔

- 2004년 자신의 팀의 경기 전부에서 모든 이닝을 활약하는 데 야구에서 단 하나의 선수이며, 1971년 이래 그렇게 하는 데 3번째 만의 선수

- 한 시즌에 200개의 안타를 기록하는 데 첫 말린스 선수

- 2008년 6월 29일 다저스와 함께 경력 100번째 도루를 이루어 3개의 다른 팀과 함께 최소한 100개의 도루를 가지는 데 메이저 리그 베이스볼 역사상 단 4명의 선수들 중의 하나. 이전에 로키스와 100개, 말린스와 167개의 도루를 가짐. 토미 하퍼, 브렛 버틀러와 오티스 닉슨이 이 업적을 이룬 다른 선수들임.

- 2009년 6월 12일 알링턴 스타디움에서 텍사스 레인저스를 상대로 444개와 함께 톱 50의 경력 메이저 리그 베이스볼 도루 지도 선수들에 전 다저스 선수 스티브 색스와 동점을 매김. 다음날 다시 레인저스를 상대로 자신의 445번째 도루와 함께 톱 50에서 색스를 밀어냄.

- 2010년 도루에서 아메리칸 리그를 이끔.

- 2011년 9월 8일 클리블랜드 인디언스를 상대로 자신의 2,000번째 안타를 매김.

- 2013년 5월 2일 필리스를 상대로 600번째 도루를 가져 그 절정에 도달하는 데 메이저 리그 베이스볼 역사상 18번째 선수